# Верхньобемизьке сільське поселення
Верхньобеми́зьке сільське поселення (рос. Верхнебемыжское сельское поселение) — муніципальне утворення у складі Кізнерського району Удмуртії, Росія. Адміністративний центр — присілок Верхній Бемиж.
Населення становить 628 осіб (2019, 770 у 2010, 969 у 2002).

## Історія
Сільрада була утворена 28 липня 1924 року, одна з 7 у складі Троцької волості Можгинського повіту. До складу сільради увійшли присілки Бемиж Верхній, Айдуан-Чаб'я, Городілово, Ішек Верхній, Ішек Нижній, Калугіно, Кам'яна Гора, Кваки, Кібек-Пельга, Новотроїцьке, Тижма Верхня, колгоспи Восходний та Ільїнський, виселки Верхньопокровський, Нікольський та Шигай. Головою сільради під час Другої світової війни був Єнотаров Петро.
Станом на 2002 рік існувала Верхньобемизька сільська рада (присілки Айдуан-Чаб'я, Верхній Бемиж), присілки Верхня Тижма, Городилово, Нова Зоря та Новотроїцьке перебували у складі Васильєвської сільської ради.

## Склад
До складу поселення входять такі населені пункти:
| Населений пункт         | Населення, осіб (2002) | Населення, осіб (2010) |
| ----------------------- | ---------------------- | ---------------------- |
| Айдуан-Чаб'я, присілок  | 232                    | 225                    |
| Верхній Бемиж, присілок | 363                    | 267                    |
| Верхня Тижма, присілок  | 263                    | 206                    |
| Городилово, присілок    | 92                     | 65                     |
| Нова Зоря, присілок     | 10                     | 0                      |
| Новотроїцьке, присілок  | 9                      | 7                      |

## Господарство
В поселенні діють 3 школи, 3 садочки, 3 фельдшерсько-акушерських пункти, 3 клуби, 2 бібліотеки (Верхній Бемиж, Верхня Тижма). Серед підприємств працюють 2 фермерства та пилорама.